# Wietnam Północny
Demokratyczna Republika Wietnamu (zwana potocznie Wietnamem Północnym) – państwo wietnamskie istniejące w latach 1945−1976, utworzone z byłych kolonii francuskich, proklamowane w Hanoi przez Hồ Chí Minha 2 września 1945 roku. Zjednoczenie w 1976 roku Demokratycznej Republiki Wietnamu z Republiką Wietnamu, spowodowało powstanie  Socjalistycznej Republiki Wietnamu. 
W wyniku powrotu francuskich wojsk kolonialnych i przy braku poparcia państw alianckich dla DRW, na południu kraju został utworzony alternatywny, uznany przez władze kolonialne, rząd Republiki Wietnamu, co stało się przyczyną podziału, a następnie wybuchu I wojny indochińskiej. Faktyczny podział kraju został utrwalony przez postanowienia konferencji genewskiej w 1954 roku. Wietnam został podzielony wzdłuż 17. równoleżnika na leżącą na północy Demokratyczną Republikę Wietnamu (utworzona z byłych kolonii francuskich: Annamu, Tonkinu i Kochinchiny) i położoną na południu Republikę Wietnamu. Przewidywane przez konferencję genewską na 1955 roku wybory powszechne, po których miało nastąpić zjednoczenie, nie odbyły się. Prezydent Wietnamu Południowego, Ngô Đình Diệm, bojąc się klęski w wyborach, odrzucił koncepcję wyborów i przy wsparciu USA, proklamował 26 października 1955 roku oddzielne państwo, co doprowadziło do wybuchu II wojny indochińskiej, zakończonej w 1975 roku zwycięstwem DRW. Podział kraju na dwie części spowodował spopularyzowanie się nazw potocznych: Wietnam Północny i Wietnam Południowy. 
Po przeprowadzonych 2 lipca 1976 roku wyborach do ogólnonarodowego parlamentu, obie części Wietnamu zostały zjednoczone, po czym 7 lipca 1976 roku proklamowano powstanie Socjalistycznej Republiki Wietnamu.